# Hercule Louis Turinetti

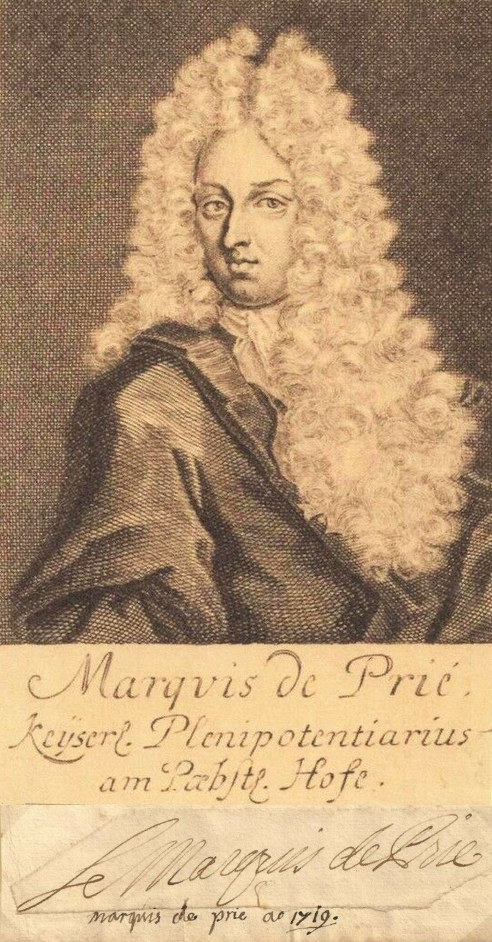
Portret van Hercule Louis Turinetti (circa 1719)

Hercule Louis (of Hercule Joseph Louis) Turinetti, markies van Prié (Turijn, 27 november 1658 - Wenen, 12 januari 1726), was een Piëmontees diplomaat. Tussen 1716 en 1724 was hij de eerste gevolmachtigd minister in de Oostenrijkse Nederlanden, toegevoegd aan prins Eugenius van Savoye, en daarmee plaatsvervangend gouverneur. Hij werd gehaat vanwege zijn arrogantie, corruptie en incompetentie, die hij met geweld trachtte toe te dekken.

## Biografie

### Opgang
De familie Prié behoorde tot het cliënteel van het huis Savoye en had in twee generaties tijd een carrière gemaakt in de top van de Piëmontese adel. Grootvader was een leraar grammatica uit Chieri. Vader Giorgio (1601-1673) werd bankier, en vanwege zijn voorzitterschap van de Raad van Financiën van hertog Karel Emanuel II van Savoye geadeld tot graaf. Hij huwde op latere leeftijd met Maria Violante Alperga di Revera, een afstammelinge van een oude adellijke familie.
Hun zoon Hercule Louis was markies van Priero (Prié), Pancalieri en Cimena, graaf van Pertengo, Castiglione, Cordua en Ostero, baron van Bonavalle en Castereinero, graaf en kapitein van Pisino, heer van Fridau en Rabenstein en grande van Spanje.
Als graaf van Pertengo werd Turinetti van 1679 tot 1682 ambassadeur van hertog Victor Amadeus II in Londen. Hij hield er grote sier en verliet zijn post overladen met schulden. Vanaf 1691 werd hij ambassadeur aan het keizerlijke hof in Wenen, en nam hij de naam "markies van Prié" aan. In deze positie onderhandelde Prié de alliantie tussen het hertogdom Savoye en keizer Leopold I bij het begin van de Spaanse Successieoorlog (1703). Prié kreeg hierna toestemming om over te gaan in dienst van de keizer. Als ambassadeur te Rome (1708-1714) slaagde hij er in aartshertog Karel door paus Clemens XI te laten erkennen als rechtmatige koning van Spanje (1709).

### In de Nederlanden
Op voorspraak van Eugenius van Savoye, de nieuwe gouverneur-generaal van de Oostenrijkse Nederlanden, benoemde keizer Karel VI de markies van Prié tot gevolmachtigd minister (30 juni 1716). In deze functie moest hij het bestuur daadwerkelijk in handen nemen, in plaats van de wegens krijgsverrichtingen afwezige landvoogd. De militaire zaken waren tot dan toe waargenomen, in naam van Eugenius, door minister Jozef van Königsegg, die het land militair had ingenomen.
Markies de Prié nam zijn intrek in het Egmontpaleis te Brussel in november 1716. Hij trad vervolgens op als vertegenwoordiger van de keizer bij diens plechtige inhuldiging als landsheer in de verschillende provincies. Niet veel later zette hij kwaad bloed bij de hoge Zuid-Nederlandse edelen en ambtenaren, door de Collaterale Raden af te schaffen en te vervangen door een regeringsraad, waar hun invloed veel was verminderd.
De economische budgettaire situatie van het door oorlog verwoeste land was rampzalig. Het land leed onder de zware financiële verplichtingen van het Barrièretraktaat, de 'Sluiting' van de Schelde en het handelsmonopolie van de zeevarende naties. Staatkundig was het een lappendeken van steden en gebieden die elk hun particularismen, vrijheden, vormen van bestuur hadden. Aan dit verarmde land moest Prié hoge belastingen opleggen. Dit deed hij zonder veel rekening te houden met de bestaande privileges: door een kunstgreep liet hij de Raad van Brabant verordenen dat de derde stand geen vertegenwoordiging meer mocht afvaardigen in het bestuur.
Toen de ambachten en gilden hevig protesteerden tegen de belastingen en inperkingen en na ongeregeldheden in Antwerpen, Mechelen en Brussel, trad Prié vastberaden op. Hij liet een aantal leiders, waaronder gildedeken Frans Anneessens, arresteren en berechten, en intimideerde de rechters die Anneessens ter dood veroordeelden. Tot grote ontzetting van de bevolking werd Anneessens onthoofd (1719).
Markies de Prié kwam ook in conflict met Claude Alexandre de Bonneval, militair bevelhebber, die hij liet opsluiten en ter dood veroordelen. Hier kreeg Prié niet wat hij wilde: de keizer liet de straf omzetten in verbanning. Bonneval nam dienst in het Turkse leger en werd pasja.
De inhalige Prié wilde de buitenlandse handel van de Oostenrijkse Nederlanden zelf controleren en verzette zich tegen de oprichting van de Oostendse Compagnie. Hij gaf zijn verzet slechts node op en kocht vijftig aandelen om de schijn voor te wenden dat hij de oprichting mee had gesteund. Voortdurend in geldnood verkerende, vond hij creatieve manieren om zijn gage aan te vullen. Daarnaast blonk hij uit in nonchalance en incompetentie: hij stond pas 's middags op en verlummelde zijn tijd met slapen, eten en spelen; de redactie van een brief aan de keizer duurde wel een week.

### Ondergang
Toen er een verzoekschrift met beschuldigingen van corruptie naar het keizerlijke hof in Wenen werd gestuurd, reageerde Prié met een verweerschrift. Dit kon echter zijn val niet verhinderen. Liever dan zijn plaatsvervanger te ontslaan, nam landvoogd Eugenius van Savoye zelf ontslag (16 november 1724). Hierop werd Prié teruggeroepen naar Wenen (23 december 1724). Hij bleef echter treuzelen te Brussel en verliet pas in mei 1725 het land. Hij kon slechts aan zijn schuldeisers ontsnappen door zijn meubelen, vaatwerk, en aandelen van de Oostendse Compagnie te verkopen.
De markies keerde in ongenade terug naar Wenen en stelde er een tweede verweerschrift op. Hij stierf er in januari 1726 aan de gevolgen van een beroerte. Een commissie, voorgezeten door graaf de Baillet, die door de keizer belast was met een onderzoek naar zijn malversaties, staakte hierop haar activiteiten.
- Gemeinsame Normdatei: 1024116751
- International Standard Name Identifier: 0000 0003 8102 900X
- Nederlandse Thesaurus van Auteursnamen: 308450418
- Virtual International Authority File: 260077229
- WorldCat: E39PBJgX8gxpYXGyrqWMYbGvHC